# Duleep Aluwihare
Duleep Arjuna Aluwihare (ur. 26 grudnia 1956 w Kolombo) – brytyjski ekonomista i menedżer.

## Życiorys
W 1979 ukończył z wyróżnieniem London School of Economics uzyskując tytuł magistra ekonomii.
Jest członkiem Instytutu Biegłych Rewidentów Anglii i Walii. Od 1979 pracował w londyńskim biurze firmy Arthur Andersen. W 1990 zakładał w Polsce pierwszy oddział firmy Arthur Andersen, w której do 2002 był Partnerem Zarządzającym. Po połączeniu się obu firm Arthur Andersen Polska z Ernst & Young, Duleep Aluwihare został szefem połączonej firmy do końca czerwca 2013 roku.

## Odznaczenia
- Złoty Krzyż Zasługi (1999)[2].